# بوریس ملنیک
بوریس ملنیک (انگلیسی: Boris Melnik; ۲ فوریهٔ ۱۹۴۵ – ۲۴ نوامبر ۲۰۱۶) ورزشکار ورزش تیراندازی اهل اتحاد جماهیر شوروی سوسیالیستی بود.
وی در مسابقات کشوری و بین‌المللی در مجموع برندهٔ ۱ مدال نقره شده‌است.